# Крекінг-установка в Анджу
Крекінг-установка в Анджу – складова північнокорейського вугле- та нафтохімічного майданчика (відомого також як Молодіжний хімічний комплекс Намхунг), розташованого за сім десятків кілометрів на північ від Пхеньяна.
У 1979 році в нещодавно запущеному хімічному комплексі Намхунг почала роботу ділянка олефінів. Наявна тут піролізна установка споживала газовий бензин з нафтопереробних заводів Сеунгрі та Бонгва і могла випускати 60 тисяч тон етилена та 14 тисяч тон пропілена. Етилен в подальшому був потрібен для виробництва поліетилена (25 тисяч тонн), оксида етилена (10 тисяч тон) та етиленгліколя (8 тисяч тон), тоді як пропілен могла споживати лінія полімеризації потужністю 5 тисяч тон. Також тут з’явилось виробництво акрилонітрила з річним показником у 10 тисяч тон.
В подальшому через економічну кризу та нестачу запасних частин (для спорудження комплексу використовувалось обладнання західних компаній) фактична потужність могла значно відрізнятись від проектної. Так, на початку 2000-х загальне продукування всіх полімерів (поліетилен, поліпропілен, акрилонітрил) планувалось на рівні 20 тисяч тон.
Можливо відзначити, що головною продукцією комплексу Намхунг є добрива, потужність по яких складала 400 тисяч тонн карбаміду та 270 тисяч тонн аміаку. В кінці 2000-х – середині 2010-х для їх живлення запустили дві установки газифікації антрацита.